# Rodolfo González (Rennfahrer)

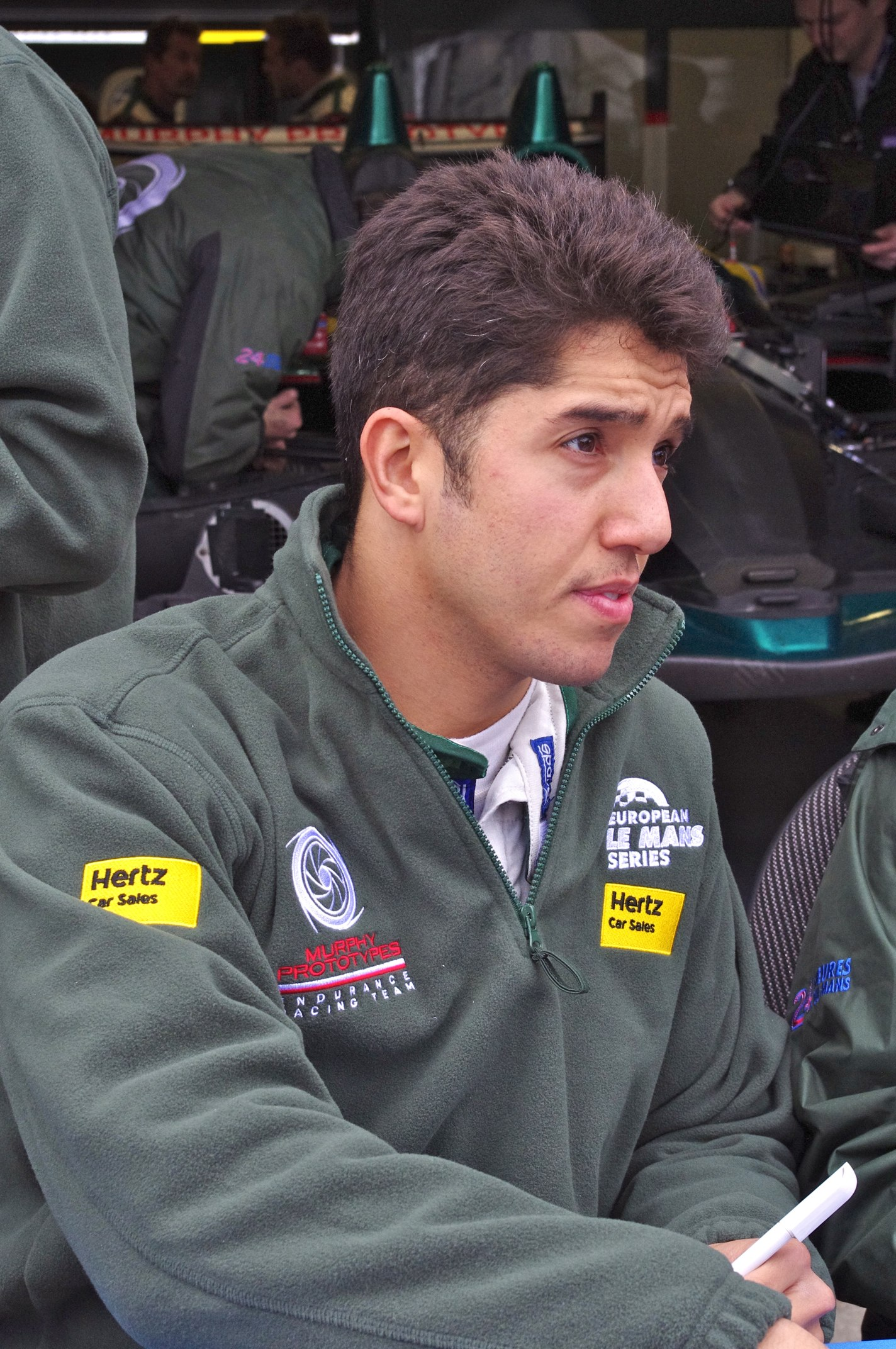
Rodolfo González 2014

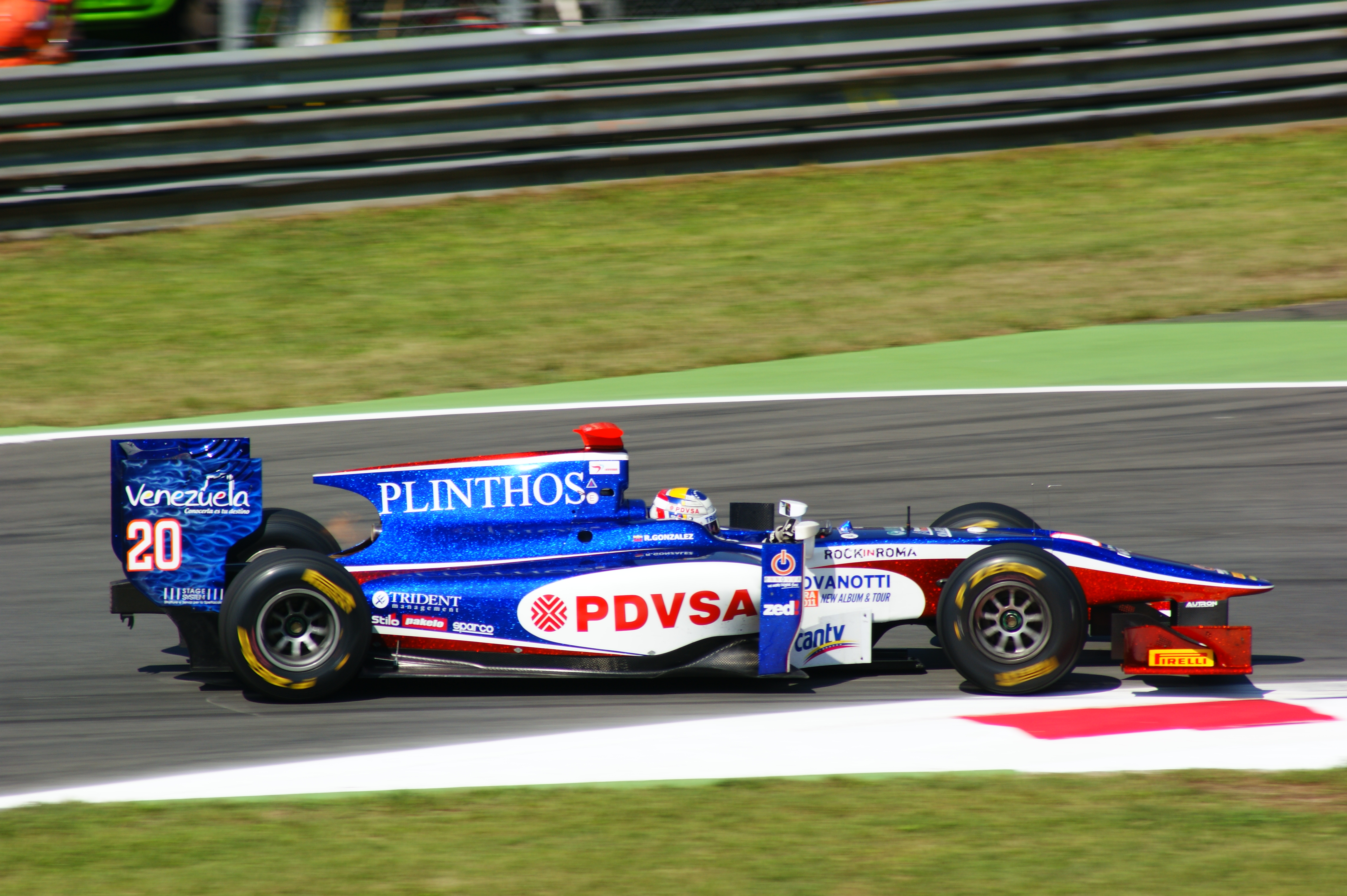
González beim GP2-Rennen in Monza 2011

Rodolfo González Hernandez (* 14. Mai 1986 in Caracas) ist ein venezolanischer Automobilrennfahrer. Er startete von 2009 bis 2012 in der GP2-Serie.

## Karriere
Nachdem González im Kartsport aktiv gewesen war, wechselte er 2002 in die Winterserie der britischen Formel Renault, in der er auch 2003 antrat. 2004 startete er in der britischen Formel Renault und erreichte den 21. Platz im Gesamtklassement. Außerdem nahm er an der Winterserie der britischen Formel Renault teil. In der darauf folgenden Saison blieb González erneut in der britischen Formel Renault und verbesserte sich in der Gesamtwertung auf Platz neun. Darüber hinaus nahm er erneut an Rennen der Winterserie der britischen Formel Renault und erstmals an einigen Rennen der niederländischen Formel Renault teil. 2006 startete González in der nationalen Klasse der britischen Formel-3-Meisterschaft. Er gewann 13 von 22 Rennen und entschied die Wertung für sich. 2007 fuhr González in der britischen Formel-3-Meisterschaft und wurde Elfter in der Gesamtwertung.
2008 nahm González an der Formel-3-Euroserie teil und wurde 24. in der Gesamtwertung. Darüber hinaus nahm er an einer Veranstaltung der Euroseries 3000 für Sighinolfi Autoracing teil. Dabei wurde er einmal Vierter. Anfang 2009 wurde González von Fisichella Motor Sport für die letzten vier Rennwochenenden der GP2-Asia-Serie verpflichtet. Als Teamkollege von Kevin Nai Chia Chen ersetzte er Andreas Zuber. In der europäischen GP2-Serie bestritt er für Trident Racing als Vertretung für Davide Rigon ein Rennwochenende auf dem Nürburgring. Der Venezolaner holte in beiden Serien keine Punkte. Sein Hauptaugenmerk lag 2009 allerdings auf der Euroseries 3000, in der er für Fisichella Motor Sport startend mit einem Sieg den fünften Platz in der Gesamtwertung belegte.
In der GP2-Asia-Serie-Saison 2009/2010 nahm González an zwei Rennwochenenden teil. Für Arden International bestritt er den ersten Lauf und für das Barwa Addax Team trat er beim Saisonfinale an. In der Gesamtwertung belegte er den 29. Platz. Für die Saison 2010 der GP2-Serie erhielt González erneut ein Cockpit bei Arden International. Nachdem er die Rennen zunächst im hinteren Teil des Feldes beendete, gelangen ihm in Spa-Francorchamps seine ersten Punkte-Platzierungen. Am Saisonende lag er auf dem 21. Gesamtrang. Im Anschluss an die Saison absolvierte er seine ersten Formel-1-Testfahrten für Lotus Racing. 2011 wurde González von Trident Racing als Teamkollege von Stefano Coletti für die GP2-Asia- und die GP2-Serie verpflichtet. In der GP2-Asia-Serie wurde er punktelos 17. in der Gesamtwertung. Auch in der anschließenden GP2-Saison blieb er ohne Punkte und belegte den 26. Gesamtrang, während Coletti Siege erzielte. Darüber hinaus nahm er für Campos Racing an einem Rennwochenende der Auto GP teil. Ein sechster Platz war sein bestes Resultat in dieser Serie. Nach der Saison bestritt er abermals einen Formel-1-Test für Lotus.
2012 wechselte González innerhalb der GP2-Serie zu Caterham Racing, dem GP2-Team des Formel-1-Rennstalls Caterham (ehemals Lotus). González erzielte mit einem fünften Platz als bestes Resultat nur einmal Punkte und wurde 22. in der Gesamtwertung, während sein Teamkollege Giedo van der Garde mit Siegen den sechsten Rang erreichte. Darüber hinaus nahm González für das Formel-1-Team von Caterham sowie für Force India an Formel-1-Testfahrten teil. 2013 war González Formel-1-Testfahrer bei Marussia. Renneinsätze bestritt er in diesem Jahr nicht.
2014 war González ohne festes Cockpit. Er startete für das von RC Motorsport betreute venezolanische Team in der Formel Acceleration 1 zu vier Rennen. Außerdem nahm er für Murphy Prototypes an vier Langstreckenrennen teil, dreimal in der European Le Mans Series (ELMS) und einmal beim 24-Stunden-Rennen von Le Mans. 2015 trat González für Dale Coyne Racing zu sechs Rennen der IndyCar Series an. Dabei war ein neunter Platz in Sonoma sein bestes Ergebnis.

## Statistik

### Karrierestationen
| - 2002: Britische Formel Renault, Winterserie - 2003: Britische Formel Renault, Winterserie (Platz 19) - 2004: Britische Formel Renault (Platz 21) - 2004: Britische Formel Renault, Winterserie (Platz 10) - 2005: Britische Formel Renault (Platz 9) - 2005: Niederländische Formel Renault (Platz 23) - 2005: Britische Formel Renault, Winterserie (Platz 13) - 2006: Britische Formel 3, national (Meister) - 2007: Britische Formel 3 (Platz 11) | - 2008: Formel-3-Euroserie (Platz 24) - 2008: Euroseries 3000 (Platz 19) - 2009: GP2-Asia-Serie (Platz 23) - 2009: Euroseries 3000 (Platz 5) - 2009: GP2-Serie (Platz 29) - 2010: GP2-Asia-Serie (Platz 29) - 2010: GP2-Serie (Platz 21) - 2010: Formel 1 (Testfahrer) - 2011: GP2-Asia-Serie (Platz 17) | - 2011: GP2-Serie (Platz 26) - 2011: Auto GP (Platz 17) - 2011: Formel 1 (Testfahrer) - 2012: GP2-Serie (Platz 22) - 2012: Formel 1 (Testfahrer) - 2013: Formel 1 (Testfahrer) - 2014: Formel Acceleration 1 (Platz 17) - 2014: ELMS, LMP2 (Platz 14) - 2015: IndyCar Series (Platz 26) |

### Einzelergebnisse in der IndyCar Series
| Jahr | Team              | 1   | 2   | 3   | 4   | 5   | 6    | 7   | 8   | 9   | 10  | 11  | 12  | 13  | 14  | 15  | 16  | Punkte | Rang |
| ---- | ----------------- | --- | --- | --- | --- | --- | ---- | --- | --- | --- | --- | --- | --- | --- | --- | --- | --- | ------ | ---- |
| 2015 | Dale Coyne Racing | STP | NOL | LBH | ALA | IMS | INDY | DET | DET | TXS | TOR | FON | MIL | IOW | MDO | POC | SNM | 94     | 26.  |
| 2015 | Dale Coyne Racing |     |     |     | 20  |     |      | 21  | 22  |     | 18° |     |     |     | 20  |     | 9   | 94     | 26.  |

### Le-Mans-Ergebnisse
| Jahr | Team              | Fahrzeug | Teamkollege    | Teamkollege       | Platzierung | Ausfallgrund |
| ---- | ----------------- | -------- | -------------- | ----------------- | ----------- | ------------ |
| 2014 | Murphy Prototypes | Oreca 03 | Karun Chandhok | Nathanaël Berthon | Ausfall     | Unfall       |